# Wendy Beckett
Wendy Mary Beckett (ur. 25 lutego 1930 w Johannesburgu, zm. 26 grudnia 2018 w Quidenham) – południowoafrykańska katolicka zakonnica pochodzenia brytyjskiego. Stała się znana w latach 90. dzięki serii filmów dokumentalnych na temat historii sztuki, wyprodukowanej przez stację BBC.

## Życiorys
Urodziła się w Południowej Afryce, a wychowywała się w Edynburgu (Szkocja). W 1946 wstąpiła do zakonu Sióstr Matki Bożej z Namur. Została wysłana do Anglii, gdzie rozpoczęła swój nowicjat. Jednocześnie rozpoczęła studia w St Anne's College na Uniwersytecie Oxfordzkim. 
W 1954 powróciła do RPA, gdzie uczyła na Uniwersytecie Witwatersrand. Problemy zdrowotne zmusiły ją w 1970 do przerwania pracy i powrotu do Anglii. Od tej pory zamieszkiwała w klasztorze karmelickim. W tym czasie poświęciła swój czas na tłumaczenia średniowiecznych rękopisów, a później studiom nad historią sztuki.
W latach 90. BBC nakręciła cztery serie filmów dokumentalnych o znanych dziełach sztuki:
- Sister Wendy's Odyssey (1992)
- Sister Wendy's Grand Tour (1997)
- Sister Wendy's Story of Painting (1997)
- Sister Wendy's American Collection (2001)

## Książki
W Polsce ukazały się:
- 1000 arcydzieł (Sister Wendy's 1000 Masterpieces) wyd. Arkady, 2001 ISBN 83-213-4218-3.
- Historia malarstwa. Wędrówki po historii sztuki zachodu, wyd. Arkady, 1999 ISBN 83-213-4008-3.